# Enteucha cyanochlora
Enteucha cyanochlora är en fjärilsart som beskrevs av Edward Meyrick 1915. Enteucha cyanochlora ingår i släktet Enteucha och familjen dvärgmalar. Inga underarter finns listade i Catalogue of Life.